# Puck Stoffels
Hendrika Maria Catharina (Puck) Stoffels (Arnhem, 3 augustus 1912 – Nijmegen, 5 september 2002) was een Nederlandse verpleegkundige en verzetsstrijdster in de Tweede Wereldoorlog.

## Levensloop
Stoffels werd geboren in Arnhem als dochter van Johannes Cornelis Stoffels (1878-1952) en Trijntje Pijlman (1876-1950). Ze was de jongste van zeven kinderen. Haar vader was ontwerper van lampen, klokken en serviezen. Stoffels was oudtante van historicus en journaliste Tineke Bennema.
Naast Puck werd Stoffels door anderen aangesproken met de roepnamen Marietje, Henny, Riek en Zus. Ze was slechts 1,5 meter lang en werd geboren met een gespleten gehemelte en bovenlip waardoor ze een spraakgebrek had. Op jonge leeftijd werd ze meerdere malen geopereerd waardoor haar schisis minder zichtbaar werd, maar nooit volledig verdween.
Stoffels bleef ongehuwd. In de verpleging ontmoette zij een collega, Albertje (Aad) Kwast, met wie ze ging samenwonen. Er werd nooit over gesproken, maar het vermoeden bestaat dat zij een lesbische relatie onderhielden.
Ze schonk haar lichaam na haar overlijden aan de medische wetenschap.

### Carrière
Stoffels wilde graag in de verpleging werken. Leidinggevenden van de verpleegstersopleiding vonden haar schisis niet ‘hygiënisch’. Maar mede doordat Stoffels' moeder haar had geleerd om ondanks haar aangeboren afwijking weerbaar te zijn, gaf ze niet op en mocht ze de opleiding uiteindelijk toch volgen.
Aan het begin van de oorlog werkte Stoffels als verpleegster in Groningen. In 1941 verhuisde ze naar Amsterdam. Daar werkte ze als verpleegster in het Wilhelmina Gasthuis, als medewerkster bij de Gemeentelijke Gezondheidsdienst (GGD) Diemen en als maatschappelijk werkster voor kinderen met psychiatrische problemen.

### Oorlog en verzet
Vanaf het begin van de Tweede Wereldoorlog verzette Stoffels zich tegen de bezetters. Zo ruziede ze openlijk op straat met een NSB'er. Het is niet bekend waar de ruzie over ging.
Op 11 september 1941 vielen Duitsers haar kamer in het ziekenhuis in Groningen binnen. Daar troffen ze een grote hoeveelheid anti-Duitse documenten en pamfletten aan. Een deel ervan was door Stoffels zelf gemaakt met als doel de papieren te verspreiden. Ze werd gearresteerd en bracht een aantal dagen door in het Scholtenhuis in Groningen. Ze werd veroordeeld tot drie maanden onvoorwaardelijke gevangenisstraf en overgebracht naar het Huis van Bewaring in Groningen waar ze ruim twee maanden (11 september tot 18 november 1941) verbleef met gevangenennummer 336. Daarna werd ze overgeplaatst naar de vrouwenafdeling C129 in Scheveningen, waar ze bijna een maand gevangen zat.
Na haar vrijlating keerde ze niet terug naar Groningen, maar verhuisde ze naar Amsterdam waar ze haar verzetswerk als koerierster uitbreidde. Soms nam ze haar kleine nichtjes mee op de fiets terwijl onder hun voetjes in de fietstassen verzetskranten verborgen zaten. Tijdens treinreizen leidden dezelfde nichtjes de aandacht af van een joods kind in hun gezelschap dat ze wegbracht naar een onderduikadres.